# My Way (Calvin Harris)
My Way è un singolo del DJ britannico Calvin Harris, pubblicato il 16 settembre 2016. Calvin Harris è autore del brano e cantante dello stesso come era già successo con i suoi precedenti singoli Feel So Close e Summer.

## Video musicale
Il video musicale è stato diretto da Emil Nava e pubblicato il 28 ottobre 2016 sulla pagina ufficiale Vevo di Calvin Harris.

## Successo commerciale
Il singolo ha esordito alla posizione 24 nella Billboard Hot 100 nella settimana dell'8 ottobre 2016 e ha esordito alla numero quattro nella Digital Songs, vendendo 53,000 download, e alla numero quarantacinque nella Streaming Songs con 6 milioni di streaming negli Stati Uniti solo nella prima settimana.

## Classifiche

### Classifiche settimanali
| Classifica (2016-24) | Posizione massima |
| -------------------- | ----------------- |
| Australia            | 9                 |
| Austria              | 4                 |
| Belgio (Fiandre)     | 5                 |
| Belgio (Vallonia)    | 6                 |
| Bielorussia          | 161               |
| Canada               | 14                |
| Danimarca            | 20                |
| Finlandia            | 15                |
| Francia              | 4                 |
| Germania             | 5                 |
| Irlanda              | 4                 |
| Italia               | 11                |
| Norvegia             | 9                 |
| Nuova Zelanda        | 10                |
| Paesi Bassi          | 6                 |
| Regno Unito          | 4                 |
| Repubblica Ceca      | 2                 |
| Russia               | 1                 |
| Slovacchia           | 3                 |
| Spagna               | 12                |
| Stati Uniti          | 24                |
| Svezia               | 7                 |
| Svizzera             | 2                 |
| Ucraina              | 1                 |
| Ungheria             | 3                 |

### Classifiche di fine anno
| Classifica (2017) | Posizione |
| ----------------- | --------- |
| Brasile           | 117       |